# Alan Freed
Pour les articles homonymes, voir Freed.
Alan Freed, né le 15 décembre 1921 à Johnstown en Pennsylvanie, est un disc-jockey radio américain. Il est né de l'union de Charles S. Freed, un immigré juif venu de Russie, et Maude Palmer, une Américaine d'origine galloise.
Il meurt le 20 janvier 1965 à Palm Springs en Californie. Il est connu comme l'un des disc-jockey radio ayant joué un rôle majeur dans la promotion du rock 'n' roll et du rhythm and blues dans les années 1950.

## Biographie
Vétéran de la Seconde Guerre mondiale, Alan Freed commence sa carrière radio comme commentateur sportif à WKST à New Castle en Pennsylvanie, puis devient directeur des programmes sur WKBN à Youngstown dans l'Ohio, puis WIBE à Philadelphie. Ces performances sur ces stations locales lui permettent de rejoindre WAKR à Akron dans l'Ohio puis WKEL à Cleveland en tant qu'animateur.
Il rejoint WJW en 1951, où il anime un programme de soirée : Moondog's Rock And Roll Party. C'est la première diffusion du rock 'n' roll à une large audience. Alan Freed trouve son nom au rock 'n' roll en reprenant une expression en usage depuis les années 1930 dans certaines chansons de rhythm and blues et qui signifie en argot « danser » ou « faire l'amour ».
Il organise dès 1952 les premiers concerts d'artistes noirs. Alan Freed est le premier DJ blanc à soutenir avec force des artistes noirs jouant la « musique du diable ». La grande station new-yorkaise fait un pont d'or à Alan Freed en 1954. Freed anime alors ses programmes en direct du Paramount Theater de Brooklyn. Freed passe ensuite chez WABC.
Freed fait également l'acteur dans quelques films traitant des débuts du rock 'n' roll aux côtés de ses amis musiciens. Citons Rock Around the Clock (1956), Rock, Rock, Rock! (1956), Mr. Rock and Roll (1957), Don't Knock the Rock (1957) et Go, Johnny, Go! (1959).
La bonne société américaine en fait son ennemi numéro 1, mais Alan Freed s'avère longtemps intouchable en raison de sa popularité, sans égal dans le monde de la radio. À l'image du mouvement rock qui « meurt » en 1959, Alan Freed est renvoyé de chez WABC.
La carrière médiatique de Freed ne se limite pas à la radio, et la télévision utilise également ses talents. En 1957, son show télé est annulé quand le chanteur noir Frankie Lymon est filmé dansant avec une femme blanche.
Il signe également quelques textes de chansons pour Chuck Berry notamment.
À la suite du scandale de la Payola, Alan Freed est totalement discrédité par une bonne société américaine qui tenait, enfin, sa revanche. Le procès se tint en décembre 1962 et Alan Freed préféra plaider coupable, héritant d'une amende formelle de 300 dollars. Fin 1964, de nouvelles attaques fusent concernant la fiscalité de Freed, alors à l'hôpital. Il décède le 20 janvier 1965.
Alan Freed est considéré aujourd'hui comme l'un des plus importants DJ radio du XXe siècle.
Un film a été fait sur lui, en 1978 au cinéma : American Hot Wax de Floyd Mutrux.